# Дюрашевича тема (Дюрашевича комбінація)
Те́ма Дюрашевича — тема в шаховій композиції ортодоксального жанру. Суть теми — в двох або більше фазах на одні і ті ж самі захисти чорних проходить циклічна переміна функцій ходів білих фігур — вступний хід, загроза мату і мат.

## Історія
Цю ідею запропонував шаховий композитор з Сербії Браніслав Дюрашевич (11.04.1957).
Як мінімум, у двох фазах тематична гра білих об'єднує вступний хід, загрозу мату і оголошення мату, які проходять по циклу на одні і ті ж захисти чорних. Задум втілюється, як правило, у близнюках.
Ідея дістала назву — тема Дюрашевича, в деяких джерелах ідея має назву — комбінація Дюрашевича.
Алгоритм вираження теми:
1. А ~ 2. В # 1. ... а 2. С #
1. В ~ 2. С # 1. ... а 2. А #
|   | a | b | c | d | e | f | g | h |   |
| 8 | e8 чорний слон · h7 чорний пішак · e6 білий кінь · h6 чорний король · b5 біла тура · e5 білий кінь · g5 чорний пішак · h5 білий пішак · d3 біла тура · c2 білий король · d1 білий слон | e8 чорний слон · h7 чорний пішак · e6 білий кінь · h6 чорний король · b5 біла тура · e5 білий кінь · g5 чорний пішак · h5 білий пішак · d3 біла тура · c2 білий король · d1 білий слон | e8 чорний слон · h7 чорний пішак · e6 білий кінь · h6 чорний король · b5 біла тура · e5 білий кінь · g5 чорний пішак · h5 білий пішак · d3 біла тура · c2 білий король · d1 білий слон | e8 чорний слон · h7 чорний пішак · e6 білий кінь · h6 чорний король · b5 біла тура · e5 білий кінь · g5 чорний пішак · h5 білий пішак · d3 біла тура · c2 білий король · d1 білий слон | e8 чорний слон · h7 чорний пішак · e6 білий кінь · h6 чорний король · b5 біла тура · e5 білий кінь · g5 чорний пішак · h5 білий пішак · d3 біла тура · c2 білий король · d1 білий слон | e8 чорний слон · h7 чорний пішак · e6 білий кінь · h6 чорний король · b5 біла тура · e5 білий кінь · g5 чорний пішак · h5 білий пішак · d3 біла тура · c2 білий король · d1 білий слон | e8 чорний слон · h7 чорний пішак · e6 білий кінь · h6 чорний король · b5 біла тура · e5 білий кінь · g5 чорний пішак · h5 білий пішак · d3 біла тура · c2 білий король · d1 білий слон | e8 чорний слон · h7 чорний пішак · e6 білий кінь · h6 чорний король · b5 біла тура · e5 білий кінь · g5 чорний пішак · h5 білий пішак · d3 біла тура · c2 білий король · d1 білий слон | 8 |
| 7 | e8 чорний слон · h7 чорний пішак · e6 білий кінь · h6 чорний король · b5 біла тура · e5 білий кінь · g5 чорний пішак · h5 білий пішак · d3 біла тура · c2 білий король · d1 білий слон | e8 чорний слон · h7 чорний пішак · e6 білий кінь · h6 чорний король · b5 біла тура · e5 білий кінь · g5 чорний пішак · h5 білий пішак · d3 біла тура · c2 білий король · d1 білий слон | e8 чорний слон · h7 чорний пішак · e6 білий кінь · h6 чорний король · b5 біла тура · e5 білий кінь · g5 чорний пішак · h5 білий пішак · d3 біла тура · c2 білий король · d1 білий слон | e8 чорний слон · h7 чорний пішак · e6 білий кінь · h6 чорний король · b5 біла тура · e5 білий кінь · g5 чорний пішак · h5 білий пішак · d3 біла тура · c2 білий король · d1 білий слон | e8 чорний слон · h7 чорний пішак · e6 білий кінь · h6 чорний король · b5 біла тура · e5 білий кінь · g5 чорний пішак · h5 білий пішак · d3 біла тура · c2 білий король · d1 білий слон | e8 чорний слон · h7 чорний пішак · e6 білий кінь · h6 чорний король · b5 біла тура · e5 білий кінь · g5 чорний пішак · h5 білий пішак · d3 біла тура · c2 білий король · d1 білий слон | e8 чорний слон · h7 чорний пішак · e6 білий кінь · h6 чорний король · b5 біла тура · e5 білий кінь · g5 чорний пішак · h5 білий пішак · d3 біла тура · c2 білий король · d1 білий слон | e8 чорний слон · h7 чорний пішак · e6 білий кінь · h6 чорний король · b5 біла тура · e5 білий кінь · g5 чорний пішак · h5 білий пішак · d3 біла тура · c2 білий король · d1 білий слон | 7 |
| 6 | e8 чорний слон · h7 чорний пішак · e6 білий кінь · h6 чорний король · b5 біла тура · e5 білий кінь · g5 чорний пішак · h5 білий пішак · d3 біла тура · c2 білий король · d1 білий слон | e8 чорний слон · h7 чорний пішак · e6 білий кінь · h6 чорний король · b5 біла тура · e5 білий кінь · g5 чорний пішак · h5 білий пішак · d3 біла тура · c2 білий король · d1 білий слон | e8 чорний слон · h7 чорний пішак · e6 білий кінь · h6 чорний король · b5 біла тура · e5 білий кінь · g5 чорний пішак · h5 білий пішак · d3 біла тура · c2 білий король · d1 білий слон | e8 чорний слон · h7 чорний пішак · e6 білий кінь · h6 чорний король · b5 біла тура · e5 білий кінь · g5 чорний пішак · h5 білий пішак · d3 біла тура · c2 білий король · d1 білий слон | e8 чорний слон · h7 чорний пішак · e6 білий кінь · h6 чорний король · b5 біла тура · e5 білий кінь · g5 чорний пішак · h5 білий пішак · d3 біла тура · c2 білий король · d1 білий слон | e8 чорний слон · h7 чорний пішак · e6 білий кінь · h6 чорний король · b5 біла тура · e5 білий кінь · g5 чорний пішак · h5 білий пішак · d3 біла тура · c2 білий король · d1 білий слон | e8 чорний слон · h7 чорний пішак · e6 білий кінь · h6 чорний король · b5 біла тура · e5 білий кінь · g5 чорний пішак · h5 білий пішак · d3 біла тура · c2 білий король · d1 білий слон | e8 чорний слон · h7 чорний пішак · e6 білий кінь · h6 чорний король · b5 біла тура · e5 білий кінь · g5 чорний пішак · h5 білий пішак · d3 біла тура · c2 білий король · d1 білий слон | 6 |
| 5 | e8 чорний слон · h7 чорний пішак · e6 білий кінь · h6 чорний король · b5 біла тура · e5 білий кінь · g5 чорний пішак · h5 білий пішак · d3 біла тура · c2 білий король · d1 білий слон | e8 чорний слон · h7 чорний пішак · e6 білий кінь · h6 чорний король · b5 біла тура · e5 білий кінь · g5 чорний пішак · h5 білий пішак · d3 біла тура · c2 білий король · d1 білий слон | e8 чорний слон · h7 чорний пішак · e6 білий кінь · h6 чорний король · b5 біла тура · e5 білий кінь · g5 чорний пішак · h5 білий пішак · d3 біла тура · c2 білий король · d1 білий слон | e8 чорний слон · h7 чорний пішак · e6 білий кінь · h6 чорний король · b5 біла тура · e5 білий кінь · g5 чорний пішак · h5 білий пішак · d3 біла тура · c2 білий король · d1 білий слон | e8 чорний слон · h7 чорний пішак · e6 білий кінь · h6 чорний король · b5 біла тура · e5 білий кінь · g5 чорний пішак · h5 білий пішак · d3 біла тура · c2 білий король · d1 білий слон | e8 чорний слон · h7 чорний пішак · e6 білий кінь · h6 чорний король · b5 біла тура · e5 білий кінь · g5 чорний пішак · h5 білий пішак · d3 біла тура · c2 білий король · d1 білий слон | e8 чорний слон · h7 чорний пішак · e6 білий кінь · h6 чорний король · b5 біла тура · e5 білий кінь · g5 чорний пішак · h5 білий пішак · d3 біла тура · c2 білий король · d1 білий слон | e8 чорний слон · h7 чорний пішак · e6 білий кінь · h6 чорний король · b5 біла тура · e5 білий кінь · g5 чорний пішак · h5 білий пішак · d3 біла тура · c2 білий король · d1 білий слон | 5 |
| 4 | e8 чорний слон · h7 чорний пішак · e6 білий кінь · h6 чорний король · b5 біла тура · e5 білий кінь · g5 чорний пішак · h5 білий пішак · d3 біла тура · c2 білий король · d1 білий слон | e8 чорний слон · h7 чорний пішак · e6 білий кінь · h6 чорний король · b5 біла тура · e5 білий кінь · g5 чорний пішак · h5 білий пішак · d3 біла тура · c2 білий король · d1 білий слон | e8 чорний слон · h7 чорний пішак · e6 білий кінь · h6 чорний король · b5 біла тура · e5 білий кінь · g5 чорний пішак · h5 білий пішак · d3 біла тура · c2 білий король · d1 білий слон | e8 чорний слон · h7 чорний пішак · e6 білий кінь · h6 чорний король · b5 біла тура · e5 білий кінь · g5 чорний пішак · h5 білий пішак · d3 біла тура · c2 білий король · d1 білий слон | e8 чорний слон · h7 чорний пішак · e6 білий кінь · h6 чорний король · b5 біла тура · e5 білий кінь · g5 чорний пішак · h5 білий пішак · d3 біла тура · c2 білий король · d1 білий слон | e8 чорний слон · h7 чорний пішак · e6 білий кінь · h6 чорний король · b5 біла тура · e5 білий кінь · g5 чорний пішак · h5 білий пішак · d3 біла тура · c2 білий король · d1 білий слон | e8 чорний слон · h7 чорний пішак · e6 білий кінь · h6 чорний король · b5 біла тура · e5 білий кінь · g5 чорний пішак · h5 білий пішак · d3 біла тура · c2 білий король · d1 білий слон | e8 чорний слон · h7 чорний пішак · e6 білий кінь · h6 чорний король · b5 біла тура · e5 білий кінь · g5 чорний пішак · h5 білий пішак · d3 біла тура · c2 білий король · d1 білий слон | 4 |
| 3 | e8 чорний слон · h7 чорний пішак · e6 білий кінь · h6 чорний король · b5 біла тура · e5 білий кінь · g5 чорний пішак · h5 білий пішак · d3 біла тура · c2 білий король · d1 білий слон | e8 чорний слон · h7 чорний пішак · e6 білий кінь · h6 чорний король · b5 біла тура · e5 білий кінь · g5 чорний пішак · h5 білий пішак · d3 біла тура · c2 білий король · d1 білий слон | e8 чорний слон · h7 чорний пішак · e6 білий кінь · h6 чорний король · b5 біла тура · e5 білий кінь · g5 чорний пішак · h5 білий пішак · d3 біла тура · c2 білий король · d1 білий слон | e8 чорний слон · h7 чорний пішак · e6 білий кінь · h6 чорний король · b5 біла тура · e5 білий кінь · g5 чорний пішак · h5 білий пішак · d3 біла тура · c2 білий король · d1 білий слон | e8 чорний слон · h7 чорний пішак · e6 білий кінь · h6 чорний король · b5 біла тура · e5 білий кінь · g5 чорний пішак · h5 білий пішак · d3 біла тура · c2 білий король · d1 білий слон | e8 чорний слон · h7 чорний пішак · e6 білий кінь · h6 чорний король · b5 біла тура · e5 білий кінь · g5 чорний пішак · h5 білий пішак · d3 біла тура · c2 білий король · d1 білий слон | e8 чорний слон · h7 чорний пішак · e6 білий кінь · h6 чорний король · b5 біла тура · e5 білий кінь · g5 чорний пішак · h5 білий пішак · d3 біла тура · c2 білий король · d1 білий слон | e8 чорний слон · h7 чорний пішак · e6 білий кінь · h6 чорний король · b5 біла тура · e5 білий кінь · g5 чорний пішак · h5 білий пішак · d3 біла тура · c2 білий король · d1 білий слон | 3 |
| 2 | e8 чорний слон · h7 чорний пішак · e6 білий кінь · h6 чорний король · b5 біла тура · e5 білий кінь · g5 чорний пішак · h5 білий пішак · d3 біла тура · c2 білий король · d1 білий слон | e8 чорний слон · h7 чорний пішак · e6 білий кінь · h6 чорний король · b5 біла тура · e5 білий кінь · g5 чорний пішак · h5 білий пішак · d3 біла тура · c2 білий король · d1 білий слон | e8 чорний слон · h7 чорний пішак · e6 білий кінь · h6 чорний король · b5 біла тура · e5 білий кінь · g5 чорний пішак · h5 білий пішак · d3 біла тура · c2 білий король · d1 білий слон | e8 чорний слон · h7 чорний пішак · e6 білий кінь · h6 чорний король · b5 біла тура · e5 білий кінь · g5 чорний пішак · h5 білий пішак · d3 біла тура · c2 білий король · d1 білий слон | e8 чорний слон · h7 чорний пішак · e6 білий кінь · h6 чорний король · b5 біла тура · e5 білий кінь · g5 чорний пішак · h5 білий пішак · d3 біла тура · c2 білий король · d1 білий слон | e8 чорний слон · h7 чорний пішак · e6 білий кінь · h6 чорний король · b5 біла тура · e5 білий кінь · g5 чорний пішак · h5 білий пішак · d3 біла тура · c2 білий король · d1 білий слон | e8 чорний слон · h7 чорний пішак · e6 білий кінь · h6 чорний король · b5 біла тура · e5 білий кінь · g5 чорний пішак · h5 білий пішак · d3 біла тура · c2 білий король · d1 білий слон | e8 чорний слон · h7 чорний пішак · e6 білий кінь · h6 чорний король · b5 біла тура · e5 білий кінь · g5 чорний пішак · h5 білий пішак · d3 біла тура · c2 білий король · d1 білий слон | 2 |
| 1 | e8 чорний слон · h7 чорний пішак · e6 білий кінь · h6 чорний король · b5 біла тура · e5 білий кінь · g5 чорний пішак · h5 білий пішак · d3 біла тура · c2 білий король · d1 білий слон | e8 чорний слон · h7 чорний пішак · e6 білий кінь · h6 чорний король · b5 біла тура · e5 білий кінь · g5 чорний пішак · h5 білий пішак · d3 біла тура · c2 білий король · d1 білий слон | e8 чорний слон · h7 чорний пішак · e6 білий кінь · h6 чорний король · b5 біла тура · e5 білий кінь · g5 чорний пішак · h5 білий пішак · d3 біла тура · c2 білий король · d1 білий слон | e8 чорний слон · h7 чорний пішак · e6 білий кінь · h6 чорний король · b5 біла тура · e5 білий кінь · g5 чорний пішак · h5 білий пішак · d3 біла тура · c2 білий король · d1 білий слон | e8 чорний слон · h7 чорний пішак · e6 білий кінь · h6 чорний король · b5 біла тура · e5 білий кінь · g5 чорний пішак · h5 білий пішак · d3 біла тура · c2 білий король · d1 білий слон | e8 чорний слон · h7 чорний пішак · e6 білий кінь · h6 чорний король · b5 біла тура · e5 білий кінь · g5 чорний пішак · h5 білий пішак · d3 біла тура · c2 білий король · d1 білий слон | e8 чорний слон · h7 чорний пішак · e6 білий кінь · h6 чорний король · b5 біла тура · e5 білий кінь · g5 чорний пішак · h5 білий пішак · d3 біла тура · c2 білий король · d1 білий слон | e8 чорний слон · h7 чорний пішак · e6 білий кінь · h6 чорний король · b5 біла тура · e5 білий кінь · g5 чорний пішак · h5 білий пішак · d3 біла тура · c2 білий король · d1 білий слон | 1 |
|   | a | b | c | d | e | f | g | h |   |

1. hg? (A) ~ 2. Th3# (B)
1. ... Lg6 (a) 2. Sg4# (C)
1. Th3! (B) ~ 2. Sg4# (C)
1. ... Lg6 (a) 2. hg# (A)
Розв'язуючи задачу, неможливо довести, що попередній хід чорних був g7—g5,тому хід 1.hg? є хибний. Розв'язок задачі саме — 1. Th3! На даний час відома лише ця позиція вираження теми без близнюків. В задачі використано три тематичних ходи із тематичним зміщенням по циклу.
|   | a | b | c | d | e | f | g | h |   |
| 8 | e8 біла тура · h8 чорний кінь · a7 білий пішак · c7 білий пішак · d7 білий пішак · f7 чорний пішак · c6 чорний пішак · d6 білий кінь · e6 білий кінь · b5 білий пішак · c5 білий слон · d5 чорний король · h5 чорний кінь · b4 білий король · d4 чорний пішак · g4 білий пішак · b3 чорний пішак · f3 білий пішак · g3 білий пішак · c2 чорна тура · d2 білий пішак · e2 білий слон · g2 білий ферзь · e1 біла тура · h1 чорний ферзь | e8 біла тура · h8 чорний кінь · a7 білий пішак · c7 білий пішак · d7 білий пішак · f7 чорний пішак · c6 чорний пішак · d6 білий кінь · e6 білий кінь · b5 білий пішак · c5 білий слон · d5 чорний король · h5 чорний кінь · b4 білий король · d4 чорний пішак · g4 білий пішак · b3 чорний пішак · f3 білий пішак · g3 білий пішак · c2 чорна тура · d2 білий пішак · e2 білий слон · g2 білий ферзь · e1 біла тура · h1 чорний ферзь | e8 біла тура · h8 чорний кінь · a7 білий пішак · c7 білий пішак · d7 білий пішак · f7 чорний пішак · c6 чорний пішак · d6 білий кінь · e6 білий кінь · b5 білий пішак · c5 білий слон · d5 чорний король · h5 чорний кінь · b4 білий король · d4 чорний пішак · g4 білий пішак · b3 чорний пішак · f3 білий пішак · g3 білий пішак · c2 чорна тура · d2 білий пішак · e2 білий слон · g2 білий ферзь · e1 біла тура · h1 чорний ферзь | e8 біла тура · h8 чорний кінь · a7 білий пішак · c7 білий пішак · d7 білий пішак · f7 чорний пішак · c6 чорний пішак · d6 білий кінь · e6 білий кінь · b5 білий пішак · c5 білий слон · d5 чорний король · h5 чорний кінь · b4 білий король · d4 чорний пішак · g4 білий пішак · b3 чорний пішак · f3 білий пішак · g3 білий пішак · c2 чорна тура · d2 білий пішак · e2 білий слон · g2 білий ферзь · e1 біла тура · h1 чорний ферзь | e8 біла тура · h8 чорний кінь · a7 білий пішак · c7 білий пішак · d7 білий пішак · f7 чорний пішак · c6 чорний пішак · d6 білий кінь · e6 білий кінь · b5 білий пішак · c5 білий слон · d5 чорний король · h5 чорний кінь · b4 білий король · d4 чорний пішак · g4 білий пішак · b3 чорний пішак · f3 білий пішак · g3 білий пішак · c2 чорна тура · d2 білий пішак · e2 білий слон · g2 білий ферзь · e1 біла тура · h1 чорний ферзь | e8 біла тура · h8 чорний кінь · a7 білий пішак · c7 білий пішак · d7 білий пішак · f7 чорний пішак · c6 чорний пішак · d6 білий кінь · e6 білий кінь · b5 білий пішак · c5 білий слон · d5 чорний король · h5 чорний кінь · b4 білий король · d4 чорний пішак · g4 білий пішак · b3 чорний пішак · f3 білий пішак · g3 білий пішак · c2 чорна тура · d2 білий пішак · e2 білий слон · g2 білий ферзь · e1 біла тура · h1 чорний ферзь | e8 біла тура · h8 чорний кінь · a7 білий пішак · c7 білий пішак · d7 білий пішак · f7 чорний пішак · c6 чорний пішак · d6 білий кінь · e6 білий кінь · b5 білий пішак · c5 білий слон · d5 чорний король · h5 чорний кінь · b4 білий король · d4 чорний пішак · g4 білий пішак · b3 чорний пішак · f3 білий пішак · g3 білий пішак · c2 чорна тура · d2 білий пішак · e2 білий слон · g2 білий ферзь · e1 біла тура · h1 чорний ферзь | e8 біла тура · h8 чорний кінь · a7 білий пішак · c7 білий пішак · d7 білий пішак · f7 чорний пішак · c6 чорний пішак · d6 білий кінь · e6 білий кінь · b5 білий пішак · c5 білий слон · d5 чорний король · h5 чорний кінь · b4 білий король · d4 чорний пішак · g4 білий пішак · b3 чорний пішак · f3 білий пішак · g3 білий пішак · c2 чорна тура · d2 білий пішак · e2 білий слон · g2 білий ферзь · e1 біла тура · h1 чорний ферзь | 8 |
| 7 | e8 біла тура · h8 чорний кінь · a7 білий пішак · c7 білий пішак · d7 білий пішак · f7 чорний пішак · c6 чорний пішак · d6 білий кінь · e6 білий кінь · b5 білий пішак · c5 білий слон · d5 чорний король · h5 чорний кінь · b4 білий король · d4 чорний пішак · g4 білий пішак · b3 чорний пішак · f3 білий пішак · g3 білий пішак · c2 чорна тура · d2 білий пішак · e2 білий слон · g2 білий ферзь · e1 біла тура · h1 чорний ферзь | e8 біла тура · h8 чорний кінь · a7 білий пішак · c7 білий пішак · d7 білий пішак · f7 чорний пішак · c6 чорний пішак · d6 білий кінь · e6 білий кінь · b5 білий пішак · c5 білий слон · d5 чорний король · h5 чорний кінь · b4 білий король · d4 чорний пішак · g4 білий пішак · b3 чорний пішак · f3 білий пішак · g3 білий пішак · c2 чорна тура · d2 білий пішак · e2 білий слон · g2 білий ферзь · e1 біла тура · h1 чорний ферзь | e8 біла тура · h8 чорний кінь · a7 білий пішак · c7 білий пішак · d7 білий пішак · f7 чорний пішак · c6 чорний пішак · d6 білий кінь · e6 білий кінь · b5 білий пішак · c5 білий слон · d5 чорний король · h5 чорний кінь · b4 білий король · d4 чорний пішак · g4 білий пішак · b3 чорний пішак · f3 білий пішак · g3 білий пішак · c2 чорна тура · d2 білий пішак · e2 білий слон · g2 білий ферзь · e1 біла тура · h1 чорний ферзь | e8 біла тура · h8 чорний кінь · a7 білий пішак · c7 білий пішак · d7 білий пішак · f7 чорний пішак · c6 чорний пішак · d6 білий кінь · e6 білий кінь · b5 білий пішак · c5 білий слон · d5 чорний король · h5 чорний кінь · b4 білий король · d4 чорний пішак · g4 білий пішак · b3 чорний пішак · f3 білий пішак · g3 білий пішак · c2 чорна тура · d2 білий пішак · e2 білий слон · g2 білий ферзь · e1 біла тура · h1 чорний ферзь | e8 біла тура · h8 чорний кінь · a7 білий пішак · c7 білий пішак · d7 білий пішак · f7 чорний пішак · c6 чорний пішак · d6 білий кінь · e6 білий кінь · b5 білий пішак · c5 білий слон · d5 чорний король · h5 чорний кінь · b4 білий король · d4 чорний пішак · g4 білий пішак · b3 чорний пішак · f3 білий пішак · g3 білий пішак · c2 чорна тура · d2 білий пішак · e2 білий слон · g2 білий ферзь · e1 біла тура · h1 чорний ферзь | e8 біла тура · h8 чорний кінь · a7 білий пішак · c7 білий пішак · d7 білий пішак · f7 чорний пішак · c6 чорний пішак · d6 білий кінь · e6 білий кінь · b5 білий пішак · c5 білий слон · d5 чорний король · h5 чорний кінь · b4 білий король · d4 чорний пішак · g4 білий пішак · b3 чорний пішак · f3 білий пішак · g3 білий пішак · c2 чорна тура · d2 білий пішак · e2 білий слон · g2 білий ферзь · e1 біла тура · h1 чорний ферзь | e8 біла тура · h8 чорний кінь · a7 білий пішак · c7 білий пішак · d7 білий пішак · f7 чорний пішак · c6 чорний пішак · d6 білий кінь · e6 білий кінь · b5 білий пішак · c5 білий слон · d5 чорний король · h5 чорний кінь · b4 білий король · d4 чорний пішак · g4 білий пішак · b3 чорний пішак · f3 білий пішак · g3 білий пішак · c2 чорна тура · d2 білий пішак · e2 білий слон · g2 білий ферзь · e1 біла тура · h1 чорний ферзь | e8 біла тура · h8 чорний кінь · a7 білий пішак · c7 білий пішак · d7 білий пішак · f7 чорний пішак · c6 чорний пішак · d6 білий кінь · e6 білий кінь · b5 білий пішак · c5 білий слон · d5 чорний король · h5 чорний кінь · b4 білий король · d4 чорний пішак · g4 білий пішак · b3 чорний пішак · f3 білий пішак · g3 білий пішак · c2 чорна тура · d2 білий пішак · e2 білий слон · g2 білий ферзь · e1 біла тура · h1 чорний ферзь | 7 |
| 6 | e8 біла тура · h8 чорний кінь · a7 білий пішак · c7 білий пішак · d7 білий пішак · f7 чорний пішак · c6 чорний пішак · d6 білий кінь · e6 білий кінь · b5 білий пішак · c5 білий слон · d5 чорний король · h5 чорний кінь · b4 білий король · d4 чорний пішак · g4 білий пішак · b3 чорний пішак · f3 білий пішак · g3 білий пішак · c2 чорна тура · d2 білий пішак · e2 білий слон · g2 білий ферзь · e1 біла тура · h1 чорний ферзь | e8 біла тура · h8 чорний кінь · a7 білий пішак · c7 білий пішак · d7 білий пішак · f7 чорний пішак · c6 чорний пішак · d6 білий кінь · e6 білий кінь · b5 білий пішак · c5 білий слон · d5 чорний король · h5 чорний кінь · b4 білий король · d4 чорний пішак · g4 білий пішак · b3 чорний пішак · f3 білий пішак · g3 білий пішак · c2 чорна тура · d2 білий пішак · e2 білий слон · g2 білий ферзь · e1 біла тура · h1 чорний ферзь | e8 біла тура · h8 чорний кінь · a7 білий пішак · c7 білий пішак · d7 білий пішак · f7 чорний пішак · c6 чорний пішак · d6 білий кінь · e6 білий кінь · b5 білий пішак · c5 білий слон · d5 чорний король · h5 чорний кінь · b4 білий король · d4 чорний пішак · g4 білий пішак · b3 чорний пішак · f3 білий пішак · g3 білий пішак · c2 чорна тура · d2 білий пішак · e2 білий слон · g2 білий ферзь · e1 біла тура · h1 чорний ферзь | e8 біла тура · h8 чорний кінь · a7 білий пішак · c7 білий пішак · d7 білий пішак · f7 чорний пішак · c6 чорний пішак · d6 білий кінь · e6 білий кінь · b5 білий пішак · c5 білий слон · d5 чорний король · h5 чорний кінь · b4 білий король · d4 чорний пішак · g4 білий пішак · b3 чорний пішак · f3 білий пішак · g3 білий пішак · c2 чорна тура · d2 білий пішак · e2 білий слон · g2 білий ферзь · e1 біла тура · h1 чорний ферзь | e8 біла тура · h8 чорний кінь · a7 білий пішак · c7 білий пішак · d7 білий пішак · f7 чорний пішак · c6 чорний пішак · d6 білий кінь · e6 білий кінь · b5 білий пішак · c5 білий слон · d5 чорний король · h5 чорний кінь · b4 білий король · d4 чорний пішак · g4 білий пішак · b3 чорний пішак · f3 білий пішак · g3 білий пішак · c2 чорна тура · d2 білий пішак · e2 білий слон · g2 білий ферзь · e1 біла тура · h1 чорний ферзь | e8 біла тура · h8 чорний кінь · a7 білий пішак · c7 білий пішак · d7 білий пішак · f7 чорний пішак · c6 чорний пішак · d6 білий кінь · e6 білий кінь · b5 білий пішак · c5 білий слон · d5 чорний король · h5 чорний кінь · b4 білий король · d4 чорний пішак · g4 білий пішак · b3 чорний пішак · f3 білий пішак · g3 білий пішак · c2 чорна тура · d2 білий пішак · e2 білий слон · g2 білий ферзь · e1 біла тура · h1 чорний ферзь | e8 біла тура · h8 чорний кінь · a7 білий пішак · c7 білий пішак · d7 білий пішак · f7 чорний пішак · c6 чорний пішак · d6 білий кінь · e6 білий кінь · b5 білий пішак · c5 білий слон · d5 чорний король · h5 чорний кінь · b4 білий король · d4 чорний пішак · g4 білий пішак · b3 чорний пішак · f3 білий пішак · g3 білий пішак · c2 чорна тура · d2 білий пішак · e2 білий слон · g2 білий ферзь · e1 біла тура · h1 чорний ферзь | e8 біла тура · h8 чорний кінь · a7 білий пішак · c7 білий пішак · d7 білий пішак · f7 чорний пішак · c6 чорний пішак · d6 білий кінь · e6 білий кінь · b5 білий пішак · c5 білий слон · d5 чорний король · h5 чорний кінь · b4 білий король · d4 чорний пішак · g4 білий пішак · b3 чорний пішак · f3 білий пішак · g3 білий пішак · c2 чорна тура · d2 білий пішак · e2 білий слон · g2 білий ферзь · e1 біла тура · h1 чорний ферзь | 6 |
| 5 | e8 біла тура · h8 чорний кінь · a7 білий пішак · c7 білий пішак · d7 білий пішак · f7 чорний пішак · c6 чорний пішак · d6 білий кінь · e6 білий кінь · b5 білий пішак · c5 білий слон · d5 чорний король · h5 чорний кінь · b4 білий король · d4 чорний пішак · g4 білий пішак · b3 чорний пішак · f3 білий пішак · g3 білий пішак · c2 чорна тура · d2 білий пішак · e2 білий слон · g2 білий ферзь · e1 біла тура · h1 чорний ферзь | e8 біла тура · h8 чорний кінь · a7 білий пішак · c7 білий пішак · d7 білий пішак · f7 чорний пішак · c6 чорний пішак · d6 білий кінь · e6 білий кінь · b5 білий пішак · c5 білий слон · d5 чорний король · h5 чорний кінь · b4 білий король · d4 чорний пішак · g4 білий пішак · b3 чорний пішак · f3 білий пішак · g3 білий пішак · c2 чорна тура · d2 білий пішак · e2 білий слон · g2 білий ферзь · e1 біла тура · h1 чорний ферзь | e8 біла тура · h8 чорний кінь · a7 білий пішак · c7 білий пішак · d7 білий пішак · f7 чорний пішак · c6 чорний пішак · d6 білий кінь · e6 білий кінь · b5 білий пішак · c5 білий слон · d5 чорний король · h5 чорний кінь · b4 білий король · d4 чорний пішак · g4 білий пішак · b3 чорний пішак · f3 білий пішак · g3 білий пішак · c2 чорна тура · d2 білий пішак · e2 білий слон · g2 білий ферзь · e1 біла тура · h1 чорний ферзь | e8 біла тура · h8 чорний кінь · a7 білий пішак · c7 білий пішак · d7 білий пішак · f7 чорний пішак · c6 чорний пішак · d6 білий кінь · e6 білий кінь · b5 білий пішак · c5 білий слон · d5 чорний король · h5 чорний кінь · b4 білий король · d4 чорний пішак · g4 білий пішак · b3 чорний пішак · f3 білий пішак · g3 білий пішак · c2 чорна тура · d2 білий пішак · e2 білий слон · g2 білий ферзь · e1 біла тура · h1 чорний ферзь | e8 біла тура · h8 чорний кінь · a7 білий пішак · c7 білий пішак · d7 білий пішак · f7 чорний пішак · c6 чорний пішак · d6 білий кінь · e6 білий кінь · b5 білий пішак · c5 білий слон · d5 чорний король · h5 чорний кінь · b4 білий король · d4 чорний пішак · g4 білий пішак · b3 чорний пішак · f3 білий пішак · g3 білий пішак · c2 чорна тура · d2 білий пішак · e2 білий слон · g2 білий ферзь · e1 біла тура · h1 чорний ферзь | e8 біла тура · h8 чорний кінь · a7 білий пішак · c7 білий пішак · d7 білий пішак · f7 чорний пішак · c6 чорний пішак · d6 білий кінь · e6 білий кінь · b5 білий пішак · c5 білий слон · d5 чорний король · h5 чорний кінь · b4 білий король · d4 чорний пішак · g4 білий пішак · b3 чорний пішак · f3 білий пішак · g3 білий пішак · c2 чорна тура · d2 білий пішак · e2 білий слон · g2 білий ферзь · e1 біла тура · h1 чорний ферзь | e8 біла тура · h8 чорний кінь · a7 білий пішак · c7 білий пішак · d7 білий пішак · f7 чорний пішак · c6 чорний пішак · d6 білий кінь · e6 білий кінь · b5 білий пішак · c5 білий слон · d5 чорний король · h5 чорний кінь · b4 білий король · d4 чорний пішак · g4 білий пішак · b3 чорний пішак · f3 білий пішак · g3 білий пішак · c2 чорна тура · d2 білий пішак · e2 білий слон · g2 білий ферзь · e1 біла тура · h1 чорний ферзь | e8 біла тура · h8 чорний кінь · a7 білий пішак · c7 білий пішак · d7 білий пішак · f7 чорний пішак · c6 чорний пішак · d6 білий кінь · e6 білий кінь · b5 білий пішак · c5 білий слон · d5 чорний король · h5 чорний кінь · b4 білий король · d4 чорний пішак · g4 білий пішак · b3 чорний пішак · f3 білий пішак · g3 білий пішак · c2 чорна тура · d2 білий пішак · e2 білий слон · g2 білий ферзь · e1 біла тура · h1 чорний ферзь | 5 |
| 4 | e8 біла тура · h8 чорний кінь · a7 білий пішак · c7 білий пішак · d7 білий пішак · f7 чорний пішак · c6 чорний пішак · d6 білий кінь · e6 білий кінь · b5 білий пішак · c5 білий слон · d5 чорний король · h5 чорний кінь · b4 білий король · d4 чорний пішак · g4 білий пішак · b3 чорний пішак · f3 білий пішак · g3 білий пішак · c2 чорна тура · d2 білий пішак · e2 білий слон · g2 білий ферзь · e1 біла тура · h1 чорний ферзь | e8 біла тура · h8 чорний кінь · a7 білий пішак · c7 білий пішак · d7 білий пішак · f7 чорний пішак · c6 чорний пішак · d6 білий кінь · e6 білий кінь · b5 білий пішак · c5 білий слон · d5 чорний король · h5 чорний кінь · b4 білий король · d4 чорний пішак · g4 білий пішак · b3 чорний пішак · f3 білий пішак · g3 білий пішак · c2 чорна тура · d2 білий пішак · e2 білий слон · g2 білий ферзь · e1 біла тура · h1 чорний ферзь | e8 біла тура · h8 чорний кінь · a7 білий пішак · c7 білий пішак · d7 білий пішак · f7 чорний пішак · c6 чорний пішак · d6 білий кінь · e6 білий кінь · b5 білий пішак · c5 білий слон · d5 чорний король · h5 чорний кінь · b4 білий король · d4 чорний пішак · g4 білий пішак · b3 чорний пішак · f3 білий пішак · g3 білий пішак · c2 чорна тура · d2 білий пішак · e2 білий слон · g2 білий ферзь · e1 біла тура · h1 чорний ферзь | e8 біла тура · h8 чорний кінь · a7 білий пішак · c7 білий пішак · d7 білий пішак · f7 чорний пішак · c6 чорний пішак · d6 білий кінь · e6 білий кінь · b5 білий пішак · c5 білий слон · d5 чорний король · h5 чорний кінь · b4 білий король · d4 чорний пішак · g4 білий пішак · b3 чорний пішак · f3 білий пішак · g3 білий пішак · c2 чорна тура · d2 білий пішак · e2 білий слон · g2 білий ферзь · e1 біла тура · h1 чорний ферзь | e8 біла тура · h8 чорний кінь · a7 білий пішак · c7 білий пішак · d7 білий пішак · f7 чорний пішак · c6 чорний пішак · d6 білий кінь · e6 білий кінь · b5 білий пішак · c5 білий слон · d5 чорний король · h5 чорний кінь · b4 білий король · d4 чорний пішак · g4 білий пішак · b3 чорний пішак · f3 білий пішак · g3 білий пішак · c2 чорна тура · d2 білий пішак · e2 білий слон · g2 білий ферзь · e1 біла тура · h1 чорний ферзь | e8 біла тура · h8 чорний кінь · a7 білий пішак · c7 білий пішак · d7 білий пішак · f7 чорний пішак · c6 чорний пішак · d6 білий кінь · e6 білий кінь · b5 білий пішак · c5 білий слон · d5 чорний король · h5 чорний кінь · b4 білий король · d4 чорний пішак · g4 білий пішак · b3 чорний пішак · f3 білий пішак · g3 білий пішак · c2 чорна тура · d2 білий пішак · e2 білий слон · g2 білий ферзь · e1 біла тура · h1 чорний ферзь | e8 біла тура · h8 чорний кінь · a7 білий пішак · c7 білий пішак · d7 білий пішак · f7 чорний пішак · c6 чорний пішак · d6 білий кінь · e6 білий кінь · b5 білий пішак · c5 білий слон · d5 чорний король · h5 чорний кінь · b4 білий король · d4 чорний пішак · g4 білий пішак · b3 чорний пішак · f3 білий пішак · g3 білий пішак · c2 чорна тура · d2 білий пішак · e2 білий слон · g2 білий ферзь · e1 біла тура · h1 чорний ферзь | e8 біла тура · h8 чорний кінь · a7 білий пішак · c7 білий пішак · d7 білий пішак · f7 чорний пішак · c6 чорний пішак · d6 білий кінь · e6 білий кінь · b5 білий пішак · c5 білий слон · d5 чорний король · h5 чорний кінь · b4 білий король · d4 чорний пішак · g4 білий пішак · b3 чорний пішак · f3 білий пішак · g3 білий пішак · c2 чорна тура · d2 білий пішак · e2 білий слон · g2 білий ферзь · e1 біла тура · h1 чорний ферзь | 4 |
| 3 | e8 біла тура · h8 чорний кінь · a7 білий пішак · c7 білий пішак · d7 білий пішак · f7 чорний пішак · c6 чорний пішак · d6 білий кінь · e6 білий кінь · b5 білий пішак · c5 білий слон · d5 чорний король · h5 чорний кінь · b4 білий король · d4 чорний пішак · g4 білий пішак · b3 чорний пішак · f3 білий пішак · g3 білий пішак · c2 чорна тура · d2 білий пішак · e2 білий слон · g2 білий ферзь · e1 біла тура · h1 чорний ферзь | e8 біла тура · h8 чорний кінь · a7 білий пішак · c7 білий пішак · d7 білий пішак · f7 чорний пішак · c6 чорний пішак · d6 білий кінь · e6 білий кінь · b5 білий пішак · c5 білий слон · d5 чорний король · h5 чорний кінь · b4 білий король · d4 чорний пішак · g4 білий пішак · b3 чорний пішак · f3 білий пішак · g3 білий пішак · c2 чорна тура · d2 білий пішак · e2 білий слон · g2 білий ферзь · e1 біла тура · h1 чорний ферзь | e8 біла тура · h8 чорний кінь · a7 білий пішак · c7 білий пішак · d7 білий пішак · f7 чорний пішак · c6 чорний пішак · d6 білий кінь · e6 білий кінь · b5 білий пішак · c5 білий слон · d5 чорний король · h5 чорний кінь · b4 білий король · d4 чорний пішак · g4 білий пішак · b3 чорний пішак · f3 білий пішак · g3 білий пішак · c2 чорна тура · d2 білий пішак · e2 білий слон · g2 білий ферзь · e1 біла тура · h1 чорний ферзь | e8 біла тура · h8 чорний кінь · a7 білий пішак · c7 білий пішак · d7 білий пішак · f7 чорний пішак · c6 чорний пішак · d6 білий кінь · e6 білий кінь · b5 білий пішак · c5 білий слон · d5 чорний король · h5 чорний кінь · b4 білий король · d4 чорний пішак · g4 білий пішак · b3 чорний пішак · f3 білий пішак · g3 білий пішак · c2 чорна тура · d2 білий пішак · e2 білий слон · g2 білий ферзь · e1 біла тура · h1 чорний ферзь | e8 біла тура · h8 чорний кінь · a7 білий пішак · c7 білий пішак · d7 білий пішак · f7 чорний пішак · c6 чорний пішак · d6 білий кінь · e6 білий кінь · b5 білий пішак · c5 білий слон · d5 чорний король · h5 чорний кінь · b4 білий король · d4 чорний пішак · g4 білий пішак · b3 чорний пішак · f3 білий пішак · g3 білий пішак · c2 чорна тура · d2 білий пішак · e2 білий слон · g2 білий ферзь · e1 біла тура · h1 чорний ферзь | e8 біла тура · h8 чорний кінь · a7 білий пішак · c7 білий пішак · d7 білий пішак · f7 чорний пішак · c6 чорний пішак · d6 білий кінь · e6 білий кінь · b5 білий пішак · c5 білий слон · d5 чорний король · h5 чорний кінь · b4 білий король · d4 чорний пішак · g4 білий пішак · b3 чорний пішак · f3 білий пішак · g3 білий пішак · c2 чорна тура · d2 білий пішак · e2 білий слон · g2 білий ферзь · e1 біла тура · h1 чорний ферзь | e8 біла тура · h8 чорний кінь · a7 білий пішак · c7 білий пішак · d7 білий пішак · f7 чорний пішак · c6 чорний пішак · d6 білий кінь · e6 білий кінь · b5 білий пішак · c5 білий слон · d5 чорний король · h5 чорний кінь · b4 білий король · d4 чорний пішак · g4 білий пішак · b3 чорний пішак · f3 білий пішак · g3 білий пішак · c2 чорна тура · d2 білий пішак · e2 білий слон · g2 білий ферзь · e1 біла тура · h1 чорний ферзь | e8 біла тура · h8 чорний кінь · a7 білий пішак · c7 білий пішак · d7 білий пішак · f7 чорний пішак · c6 чорний пішак · d6 білий кінь · e6 білий кінь · b5 білий пішак · c5 білий слон · d5 чорний король · h5 чорний кінь · b4 білий король · d4 чорний пішак · g4 білий пішак · b3 чорний пішак · f3 білий пішак · g3 білий пішак · c2 чорна тура · d2 білий пішак · e2 білий слон · g2 білий ферзь · e1 біла тура · h1 чорний ферзь | 3 |
| 2 | e8 біла тура · h8 чорний кінь · a7 білий пішак · c7 білий пішак · d7 білий пішак · f7 чорний пішак · c6 чорний пішак · d6 білий кінь · e6 білий кінь · b5 білий пішак · c5 білий слон · d5 чорний король · h5 чорний кінь · b4 білий король · d4 чорний пішак · g4 білий пішак · b3 чорний пішак · f3 білий пішак · g3 білий пішак · c2 чорна тура · d2 білий пішак · e2 білий слон · g2 білий ферзь · e1 біла тура · h1 чорний ферзь | e8 біла тура · h8 чорний кінь · a7 білий пішак · c7 білий пішак · d7 білий пішак · f7 чорний пішак · c6 чорний пішак · d6 білий кінь · e6 білий кінь · b5 білий пішак · c5 білий слон · d5 чорний король · h5 чорний кінь · b4 білий король · d4 чорний пішак · g4 білий пішак · b3 чорний пішак · f3 білий пішак · g3 білий пішак · c2 чорна тура · d2 білий пішак · e2 білий слон · g2 білий ферзь · e1 біла тура · h1 чорний ферзь | e8 біла тура · h8 чорний кінь · a7 білий пішак · c7 білий пішак · d7 білий пішак · f7 чорний пішак · c6 чорний пішак · d6 білий кінь · e6 білий кінь · b5 білий пішак · c5 білий слон · d5 чорний король · h5 чорний кінь · b4 білий король · d4 чорний пішак · g4 білий пішак · b3 чорний пішак · f3 білий пішак · g3 білий пішак · c2 чорна тура · d2 білий пішак · e2 білий слон · g2 білий ферзь · e1 біла тура · h1 чорний ферзь | e8 біла тура · h8 чорний кінь · a7 білий пішак · c7 білий пішак · d7 білий пішак · f7 чорний пішак · c6 чорний пішак · d6 білий кінь · e6 білий кінь · b5 білий пішак · c5 білий слон · d5 чорний король · h5 чорний кінь · b4 білий король · d4 чорний пішак · g4 білий пішак · b3 чорний пішак · f3 білий пішак · g3 білий пішак · c2 чорна тура · d2 білий пішак · e2 білий слон · g2 білий ферзь · e1 біла тура · h1 чорний ферзь | e8 біла тура · h8 чорний кінь · a7 білий пішак · c7 білий пішак · d7 білий пішак · f7 чорний пішак · c6 чорний пішак · d6 білий кінь · e6 білий кінь · b5 білий пішак · c5 білий слон · d5 чорний король · h5 чорний кінь · b4 білий король · d4 чорний пішак · g4 білий пішак · b3 чорний пішак · f3 білий пішак · g3 білий пішак · c2 чорна тура · d2 білий пішак · e2 білий слон · g2 білий ферзь · e1 біла тура · h1 чорний ферзь | e8 біла тура · h8 чорний кінь · a7 білий пішак · c7 білий пішак · d7 білий пішак · f7 чорний пішак · c6 чорний пішак · d6 білий кінь · e6 білий кінь · b5 білий пішак · c5 білий слон · d5 чорний король · h5 чорний кінь · b4 білий король · d4 чорний пішак · g4 білий пішак · b3 чорний пішак · f3 білий пішак · g3 білий пішак · c2 чорна тура · d2 білий пішак · e2 білий слон · g2 білий ферзь · e1 біла тура · h1 чорний ферзь | e8 біла тура · h8 чорний кінь · a7 білий пішак · c7 білий пішак · d7 білий пішак · f7 чорний пішак · c6 чорний пішак · d6 білий кінь · e6 білий кінь · b5 білий пішак · c5 білий слон · d5 чорний король · h5 чорний кінь · b4 білий король · d4 чорний пішак · g4 білий пішак · b3 чорний пішак · f3 білий пішак · g3 білий пішак · c2 чорна тура · d2 білий пішак · e2 білий слон · g2 білий ферзь · e1 біла тура · h1 чорний ферзь | e8 біла тура · h8 чорний кінь · a7 білий пішак · c7 білий пішак · d7 білий пішак · f7 чорний пішак · c6 чорний пішак · d6 білий кінь · e6 білий кінь · b5 білий пішак · c5 білий слон · d5 чорний король · h5 чорний кінь · b4 білий король · d4 чорний пішак · g4 білий пішак · b3 чорний пішак · f3 білий пішак · g3 білий пішак · c2 чорна тура · d2 білий пішак · e2 білий слон · g2 білий ферзь · e1 біла тура · h1 чорний ферзь | 2 |
| 1 | e8 біла тура · h8 чорний кінь · a7 білий пішак · c7 білий пішак · d7 білий пішак · f7 чорний пішак · c6 чорний пішак · d6 білий кінь · e6 білий кінь · b5 білий пішак · c5 білий слон · d5 чорний король · h5 чорний кінь · b4 білий король · d4 чорний пішак · g4 білий пішак · b3 чорний пішак · f3 білий пішак · g3 білий пішак · c2 чорна тура · d2 білий пішак · e2 білий слон · g2 білий ферзь · e1 біла тура · h1 чорний ферзь | e8 біла тура · h8 чорний кінь · a7 білий пішак · c7 білий пішак · d7 білий пішак · f7 чорний пішак · c6 чорний пішак · d6 білий кінь · e6 білий кінь · b5 білий пішак · c5 білий слон · d5 чорний король · h5 чорний кінь · b4 білий король · d4 чорний пішак · g4 білий пішак · b3 чорний пішак · f3 білий пішак · g3 білий пішак · c2 чорна тура · d2 білий пішак · e2 білий слон · g2 білий ферзь · e1 біла тура · h1 чорний ферзь | e8 біла тура · h8 чорний кінь · a7 білий пішак · c7 білий пішак · d7 білий пішак · f7 чорний пішак · c6 чорний пішак · d6 білий кінь · e6 білий кінь · b5 білий пішак · c5 білий слон · d5 чорний король · h5 чорний кінь · b4 білий король · d4 чорний пішак · g4 білий пішак · b3 чорний пішак · f3 білий пішак · g3 білий пішак · c2 чорна тура · d2 білий пішак · e2 білий слон · g2 білий ферзь · e1 біла тура · h1 чорний ферзь | e8 біла тура · h8 чорний кінь · a7 білий пішак · c7 білий пішак · d7 білий пішак · f7 чорний пішак · c6 чорний пішак · d6 білий кінь · e6 білий кінь · b5 білий пішак · c5 білий слон · d5 чорний король · h5 чорний кінь · b4 білий король · d4 чорний пішак · g4 білий пішак · b3 чорний пішак · f3 білий пішак · g3 білий пішак · c2 чорна тура · d2 білий пішак · e2 білий слон · g2 білий ферзь · e1 біла тура · h1 чорний ферзь | e8 біла тура · h8 чорний кінь · a7 білий пішак · c7 білий пішак · d7 білий пішак · f7 чорний пішак · c6 чорний пішак · d6 білий кінь · e6 білий кінь · b5 білий пішак · c5 білий слон · d5 чорний король · h5 чорний кінь · b4 білий король · d4 чорний пішак · g4 білий пішак · b3 чорний пішак · f3 білий пішак · g3 білий пішак · c2 чорна тура · d2 білий пішак · e2 білий слон · g2 білий ферзь · e1 біла тура · h1 чорний ферзь | e8 біла тура · h8 чорний кінь · a7 білий пішак · c7 білий пішак · d7 білий пішак · f7 чорний пішак · c6 чорний пішак · d6 білий кінь · e6 білий кінь · b5 білий пішак · c5 білий слон · d5 чорний король · h5 чорний кінь · b4 білий король · d4 чорний пішак · g4 білий пішак · b3 чорний пішак · f3 білий пішак · g3 білий пішак · c2 чорна тура · d2 білий пішак · e2 білий слон · g2 білий ферзь · e1 біла тура · h1 чорний ферзь | e8 біла тура · h8 чорний кінь · a7 білий пішак · c7 білий пішак · d7 білий пішак · f7 чорний пішак · c6 чорний пішак · d6 білий кінь · e6 білий кінь · b5 білий пішак · c5 білий слон · d5 чорний король · h5 чорний кінь · b4 білий король · d4 чорний пішак · g4 білий пішак · b3 чорний пішак · f3 білий пішак · g3 білий пішак · c2 чорна тура · d2 білий пішак · e2 білий слон · g2 білий ферзь · e1 біла тура · h1 чорний ферзь | e8 біла тура · h8 чорний кінь · a7 білий пішак · c7 білий пішак · d7 білий пішак · f7 чорний пішак · c6 чорний пішак · d6 білий кінь · e6 білий кінь · b5 білий пішак · c5 білий слон · d5 чорний король · h5 чорний кінь · b4 білий король · d4 чорний пішак · g4 білий пішак · b3 чорний пішак · f3 білий пішак · g3 білий пішак · c2 чорна тура · d2 білий пішак · e2 білий слон · g2 білий ферзь · e1 біла тура · h1 чорний ферзь | 1 |
|   | a | b | c | d | e | f | g | h |   |

b) d5 → e5

a)1. Sc4! (A) ~ 2. d8D# (B)
1. ... Kf6  (a) 2. Sf4# (C)
1. ... Dh4 (b) 2. f4# (D)
1. ... Tc4  (с) 2. Lc4# (E)
b)1.d8D! (B) ~ 2. Sf4# (C)
1. ... Kf6  (a) 2. f4# (D)
1. ... Dh4 (b) 2. Lc4# (E)
1. ... Tc4  (c) 2. Sc4# (A)
У двох близнюках використано п'ять тематичних ходів із тематичним зміщенням по циклу.